# Steiermark
Steiermark er en af de 9 delstater i Østrig med hovedstaden Graz. Den grænser mod Slovenien og nabodelstaterne Kärnten, Salzburg, Oberösterreich, Niederösterreich og Burgenland. Arealmæssigt er Steiermark Østrigs næststørste delstat, og med en befolkning på 1,26 mio. er den landets fjerde folkerigeste.
Topografisk er Steiermark mod nord bjergrigt med bjergkæden Niedere Tauern som det mest markante bjergmassiv med Dachstein som delstatens højeste bjerg. Mod syd og sydøst er området mere fladt, hvilket giver gode betingelser for landbrug og frugtavl. 2/3 af delstatens areal er dækket af skov.
11,5 % af befolkningen er udlændinge, hvor indvandrere fra det tidligere Jugoslavien alene udgør en tredjedel af alle udlændinge. Der er et slovensk mindretal på 0,4 % af befolkningen, som er sikret en række mindretalsrettigheder, særligt af sproglig karakter.
Landdagens to største partier er SPÖ og ÖVP med hhv. 23 og 22 mandater, som også har dannet en koalitionsregering. Som eneste delstat er Østrigs Kommunistparti repræsenteret i Landdagen med 2 mandater.

## Etymologi
Navnet Steiermark er afledt af navnet på byen Steyr (der i dag ligger i Oberösterreich), og den her beliggende borg Styraburg, i dag Schloss Lamberg. Byen Steyr var tidligere en del af Steiermark, og sammen med dens handelsprivilegier blev den kendt for sin metalforarbejdende industri i sammenhæng med jernmalmbjerget Erzberg i Steiermark. Den fælles historie mellem byen og delstaten kan bl.a. findes i det engelske og latinske navn for delstaten (Styria) og det fælles våben.

## Geografi
Forbundslandet Steiermark dækker et areal på 16.399,34 km² og er Østrigs næststørste delstat (efter Niederösterreich). Steiermark har mod syd grænse til Slovenien med en længde på 145 km, hvorved det er delstaten med den korteste grænse mod udlandet, når bortses fra Wien, der er den eneste delstat, der ikke har en grænse mod udlandet.
Steiermark er opdelt i flere regioner. Arealmæssigt er Obersteiermark den største region, som strækker sig fra Steiermarks nordligste grænse til floderne Mur og Mürz. Weststeiermark ligger sydligt for denne region og vest for Mur. Oststeiermark ligger øst for Mur og syd for Fischbacher Alpen Mellem Ost- og Weststeiermark ligger Steiermarks hovedstad Graz. Denne inddeling af Steiermark giver ofte anledning til misforståelser, idet Obersteiermark på grund af Steiermarks form ligger mere vestligt end Weststeiermark. Historisk hænger det sammen med, at de dele af Steiermark, der i dag nationalt hører til Slovenien oprindeligt blev kaldt Untersteiermark, således at Ost- og Weststeiermark før 1. verdenskrig under ét blev kaldt Mittelsteiermark. Den sydlige del af delstaten omkring Leibnitz, Radkersburg og Deutschlandsberg kaldes Südsteiermark og må således ikke forveksles med Untersteiermark.
Steiermark kaldes også Grüne Mark eller "Østrigs grønne hjerte", da 57 % af forbundslandets areal er dækket af skov. Forbundslandets hovedflod er Mur, der løber sydpå mod Drau, samt floden Enns der løber mod nordpå til Donau. Følgende floder flyder gennem Steiermark (flodens længde indenfor delstaten angivet i parentes):
- Mur (290,9 km)
- Enns (130,4 km)
- Feistritz (98,6 km)
- Raab (96,2 km)
- Lafnitz (81,8 km)
- Mürz (81,8 km)
- Kainach (59,0 km)

Følgende søer er beliggende i Steiermark (søens areal er angivet i parentes):
- Grundlsee (4,30 km²)
- Altausseer See (2,10 km²)
- Toplitzersee (0,55 km²)
- Stubenbergsee (0,40 km²)

Centralalperne dækker store dele af forbundslandet, og i alt er 76 % af Steiermark er dækket af bjerge. Mod nord danner Niedere Tauern og Ennstaler Alperne grænse mod forbundslandene Oberösterreich og Niederösterreich. I Niedere Tauern ligger Steiermarks højeste bjerg Dachstein (2.995 moh), der ligger på grænsen til Oberösterreich. I delstatens mellemste del er store dele af Steiermark dækket af Laventtaler Alperne. Delstatens sydlige grænse forløber mod Slovenien, og mod øst har forbundslandet grænse til Burgenland. Mod sydvest grænser Steiermark til Kärnten og mod nordvest til Salzburg. I det nordvestlige område har Steiermark endvidere andel i Salzkammergut.
Mod syd og sydøst er Steiermark præget af mere fladt eller bakkede områder, og området har dyrkede arealer med landbrug og frugtavl.

### Klima
Klimaet i Steiermark er på grund af forbundslandets topografi meget forskelligt fra nordvest til sydøst. Mod nord og nordvest giver de høje bjerge en årsmiddeltemperatur på omkring 5° C mens dalene og det fladere land mod sydøst har en årsmiddeltemperatur på 8-10° C. Årstemperaturspændet i Steiermark går således fra -4,8° C på Dachstein til 9,3° C ved det lavest beliggende område ved Bad Radkersburg.
Middeltemperatur i nordvest- og sydøststeiermark:
| By               | Jan   | Feb   | Mar | Apr | Maj  | Jun  | Jul  | Aug  | Sep  | Okt | Nov | Dec   | År  |
| ---------------- | ----- | ----- | --- | --- | ---- | ---- | ---- | ---- | ---- | --- | --- | ----- | --- |
| Graz Universität | - 1,0 | 1,0   | 5,1 | 9,6 | 14,6 | 17,6 | 19,4 | 18,8 | 14,6 | 9,4 | 3,6 | 0,2   | 9,4 |
| Bad Aussee       | - 2,5 | - 1,0 | 2,7 | 6,6 | 12,2 | 14,8 | 16,7 | 16,5 | 12,6 | 8,0 | 2,0 | - 1,5 | 7,3 |

Tilsvarende er der store forskelle i nedbørsmængderne i delstaten, hvor de nord- og nordvestlige dele får en årsregnmængde på omkring 1.500 mm får de sydøstlige dele mindst regn med omkring 750 mm årligt.

## Historie
Fund af sten- og knogleværktøjer i huler (f.eks. i Repolusthöhle) vidner om, at området allerede har været beboet i ældre stenalder. Fra yngre stenalder og bronzealder findes der talrige fund, bl.a. fundene ved Hallstatt, som har givet navn til en periode i europæisk bronzealder (Hallstattkulturen). I 300-talet f.Kr. indvandrede keltere til området (La-Tene-Kulturen), hvor de skabte kongeriget Noricum. Det underkastede sig Romerriget i 15 f.Kr. uden modstand og blev romersk provins 45 e.Kr. Under folkevandringstiden drog forskellige germanske stammer gennem området.
Mod slutningen af 500-tallet indvandrede avarerne og slaverne, og dannede herredømmet Karantanien, som kom under bayrisk herredømme i anden halvdel af det 8. århundrede. Da området sammen med de andre bayriske områder blev samlet i Frankerriget i år 788 begyndte en tysk kolonisering. I 860 nævnes flere steieriske byer for første gang i en formel erklæring, bl.a. byerne Bruck, Katsch og St. Ruprecht af den Raab. I 900-tallet etableredes flere markgrevskaber i området, hvor Marchia Carentana eller Kärntener Mark siden udviklede sig til kernen i Steiermark. I 1050 overtog grev Otakar markgrevskabet. Otakarerne kaldte sig selv greve af Steyr efter hovedfæstningen Steyr, og deres markgrevskab blev derfor opkaldt efter dem som Steiermark (eller Marchia Styriae).
Markgreverne Leopold (1122-1129) og Otakar III. (1129-1169) opbyggede og forenede landet under deres herredømme. I 1160 bliver Graz markgreverenes foretrukne residens. I 1180 udskildtes Steiermark fra Bayerne og blev ophøjet til selvstændigt hertugdømme. 1192 døde Otakar IV barnløs og hertugdømmet overgik til Babenbergerne, hvor Leopold V. blev den første hertug. Efter at denne slægt uddøde i 1246 tilfaldt Steiermark først Ungarn 1254, siden Bøhmen 1260 og endelig Habsburgerne 1282. Adelen rejste sig 1292 mod den steieriske fyrste Albrecht, men fyrsten slog opstanden ned og måtte give adelen indrømmelser, bl.a. i form af en landdag som stænderforsamling. Landets ydre grænser konsolideredes ved slutningen af middelalderen. Frem til 1918 omfattede Steiermark også et større område i det nuværende Slovenien med byerne Maribor, Ptuj og Celje. Landet var da tosproget, hvor tysk dominerede i nord- og mellemste Steiermark, og slovensk dominerede i det sydlige Steiermark.
1400-tallet og de første årtier af 1500-tallet var en svær tid for Steiermark. 1418 og 1440 hærgede ungarske tropper i landet, 1469 rejste adelen sig mod deres herre, hvilket førte til indre stridigheder. Mellem 1471 og 1483 udførte osmanniske tropper ti angreb samtidig med at ungarske tropper okkuperede større dele af Steiermark mellem 1479 og 1490. 1515 – 1525 oplevede landet flere bondeopstande, og i 1529 samt 1532 angreb osmanniske tropper igen landet. Dertil kom en pestepidemi og græshoppesværme.
Under reformationen overtog flertallet af stænderne og befolkningen den lutherske lære. I 1578 frigav hertug Karl II. religionen og gav dermed religionsfrhed. Som modspil til protestanterne hidkaldte han jesuitterne og grundlagde Universitet i Graz 1585. Under hans søn Ferdinand (senere tysk-romersk kejser Ferdinand II) tog modrevolutionen fart. Mellem 1598 og 1600 rekatoliseredes landet, delvis med vold, og den protestantiske adel blev forvist fra landet 1628-29.
1600-tallet var en mere stille periode for Steiermark, selvom landet som grænseland var udsat for flere militære anslag fra osmannerne og ungarerne. I slutningen af 1600-tallet opstår flere fremstillingsvirksomheder, f.eks. tobakfabrikken i Fürstenfelden, fremstilling af papir, tekstiler og glas. I 1720 anerkender de steieriske stænder denPragmatiske Sanktion af 1713, og i perioden 1740-1780 sker den under dronning Maria Theresia en reform af den offentlige forvaltning, landet inddeles i fem kredse og der etableres et juridisk fakultet på Graz Universitet.
Under napoleonskrigene blev landet besat af franske tropper 1797, 1805 og 1809. Efter revolutionen i 1848 blev den gamle landdag udskiftet med en ny stænderlanddag med tre stænder: godsejere, borgere og bønder. Majoriteten i landdagen udgjordes under anden halvdel af 1800-tallet af det tysk-liberale parti. Modsætningerne mellem den tysksprogede majoritet og slovenerne blev så store, at den slovenske tredjedel i syd med Saint-Germain-traktaten mellem de Allierede og Østrig blev udskilt efter 1. verdenskrig, som Kongeriget af Serber, Kroater og Slovener (senere Jugoslavien, i dag Slovenien).
Efter 1. verdenskrig indgik Steiermark som delstat i den nye republik Østrig. Efter Østrigs Anschluss til Nazi-Tyskland omdannedes Steiermark til Reichsgau, i hvilken den sydlige del af Burgenland og – mellem 1941 og 1945 – også de sydsteieriske områder indgik.
Den 8. maj 1945 dannedes i 2. verdenskrigs sidste dage en provisorisk delstatsregering under ledelse af socialisten Reinhard Marchold. Den 9. maj rykkede sovjetiske tropper ind i Graz, hvor man overtog regeringsførelsen og besatte i de følgende dage størstedelen af Steiermark. Den 24. juli overtog briterne overkommandoen i Steiermark ved Østrigs opdeling i okkupationszoner.
Efter 1955, hvor de allierede forlod Østrig efter landet fik sin egen statstraktat, oplevede forbundslandet et stort opsving, som særligt opstod gennem en stor stål- og jernindustri. Denne blev imidlertid påvirket af stålkrisen i 1985, men takket været en omstrukturering, produktudvikling og privatisering af industrierne har de overlevet krisen. I 1959 vedtages Steiermarks delstatsforfatning, som træder i kraft i 1960.
I 1991 sættes den østrigske forbundshær i alarmberedskab i Steiermark og grænsen mod Slovenien sikres som følge af Sloveniens erklærede uafhængighed af Jugoslavien. Luftrummet over Steiermark krænkes flere gange af jugoslaviske jagerfly.
Efter landdagsvalget den 17. december 1995 vælges Waltraud Klasnic som Steiermarks første kvindelige delstatsformand.

## Demografi
Pr. 1. januar 2013 var der 1.210.971 indbyggere i Steiermark, hvilket svarer til 14,5 % af Østrigs samlede befolkning, og indplacerer forbundslandet befolkningsmæssigt som det fjerde største. Befolkningstætheden er 74 indbyggere / km². Antallet af udlændinge udgør 6,1 %. Største udenlandske befolkningsgrupper er fra tidligere Jugoslavien (uden Slovenien) (33 % af udlændinge), Tyskland (15 %), Rumænien (8 %), Tyrkiet (11 %), Rusland (4 %), Ungarn (3,5 %) og Slovenien (3%).
Befolkningen har siden 1869 udviklet sig således:
- 1869: 0.720.800
- 1900: 0.889.000
- 1923: 0.978.800
- 1951: 1.109.300
- 1971: 1.195.000
- 1991: 1.184.700
- 2011: 1.210.614
- 2019: 1.243.052

Befolkningsfremskrivningen i Steiermark forventer, at der i 2030 vil være 1.232.915 indbyggere og i 2050 1.281.763. Andel af ældre over 59 år forventes at udvikle sig fra 23,1 % af befolkning i 2006 til 36,7 % i 2050. Andelen af indbyggere i aldersgruppen 15-59 år forventes at falde fra 62,0 % til 51,2 %.
Mod syd bor en slovensk minoritet på 0,4 % af befolkningen, der er anerkendt som autokton minoritet. I den Østrigske Statstraktat artikel 7 er der fastsat en række rettigheder for slovener og kroater i Kärnten, Steiermark og Burgenland. Således er de sikret retten til at danne organisationer, at forsamles og have en presse på eget sprog. Endvidere har de ret til grundskoleundervisning på eget sprog, og slovensk tillades som sidesprog i den offentlige forvaltning i områder med blandet befolkning.

## Administrativ inddeling
Foruden statutarbyen (Statutarstadt) Graz består Steiermark af 286 kommuner (Gemeinden) i 12 distrikter (Bezirke) (i parentes er angivet antallet af kommuner i hvert distrikt (pr. 2020):
| - Bruck-Mürzzuschlag (19) - Deutschlandsberg (15) - Graz-Umgebung (36) - Hartberg-Fürstenfeld (36) | - Leibnitz (29) - Leoben (16) - Liezen (29) - Murau (14) | - Murtal (20) - Südoststeiermark (25) - Voitsberg (15) - Weiz (31) |

## Politik
Den steieriske Landdag består af 48 medlemmer. Delstatsregeringen sammensættes efter proportionalitat, dvs. at regeringen sammensættes efter partiernes antal af mandater i Landdagen. Efter delstatsvalget i 2019 består regeringen af 3 medlemmer fra SPÖ og 5 medlemmer fra ÖVP. Delstatsformanden (tysk: Landeshauptmann) Hermann Schützenhöfer (ÖVP) leder regeringen.
Mandatfordelingen i Landdagen efter seneste valg den 24. november 2019 er følgende (i parentes angivet forskydning i forhold til forrige valg):
- ÖVP: 18 mandater ( - 4 )
- SPÖ: 12 mandater ( - 9 )
- FPÖ: 8 ( + 2 )
- Die Grünen: 6 ( + 3 )
- KPÖ: 2 ( - 2 )
- NEOS: 2 ( + 2 )

Steiermark har siden 1945 været højborg for ÖVP, men på grund af en række partiskandaler lykkedes det for første gang SPÖ at vinde regeringsmagten i delstaten i 2005. Det østrigske kommunistparti har ikke været repræsenteret i Steiermarks Landdag siden 1970 men blev indvalgt i 2005, og partiet er i øvrigt ikke repræsenteret i andre landdage eller i Nationalrådet. Partiets mandattal tilskrives særligt spidskandidaten Ernest Kaltenegger, der tidligere har været rådmand for byggeri i Graz.

## Trafik
Den vigtigste jernbaneforbindelse gennem Steiermark er Südbahn fra Wien over Bruck an der Mur til Graz og derfra videre mod hhv. Slovenien i syd og mod vest til Leoben og Klagenfurt til Italien. Südbahn fører over Semmeringbahn, der ved Loeben fører en nordgående jenbaneforbindelse mod Linz, Salzburg og Innsbruck.
Omkring Graz blev i december 2007 åbnet en ny S-bane med seks linjer. Banen udbygges forsat og forventes at stå færdig i 2016 med i alt 9 linjer.
Der fører 2 motorveje og 3 schnellstraßen gennem Steiermark. Süd Autobahn (A2) fører fra Wien over Graz til Klagenfurt og videre til Italien. Pyhrn Autobahn (A9) fører fra West Autobahn (A1) i Oberösterreich gennem Bosrucktunnel i den steieriske Ennstal videre gennem Gleinalmtunnel via Graz, hvor motorvejen føres gennem Plabutschtunnel til Spielfeld ved grænsen til Slovenien..
Lufthavnen ved Graz Flughafen Graz-Thalerhof ligger omkring 10 km syd for byen, der betjener de internationale lufthavne i München, Frankfurt am Main og Wien. Flughafen Graz Thalerhof er efter Flughafen Wien-Schwechat og Flughafen Salzburg den tredjestørste lufthavn i Østrig, og målt på ekspederet fragt er det den næststørste. Der flyves til en lang række inden- og udenlandske destinaioner, med Austrian Airlines til Wien, Düsseldorf, Linz, Lufthansa til Frankfurt am Main, München og Stuttgart, Intersky til Berlin-Tempelhof, Friedrichshafen, Welcome Air til Innsbruck, Hannover, Göteborg, Stavanger, Kristiansand, TUIfly til Köln-Bonn, Hamburg, Ryanair til London-Stansted, Barcelona-Girona, Robin Hood Aviation til Zürich, Rheinair til Zürich und Niki til Palma de Mallorca.
Ved lufthavnen findes endvidere siden 1981 det østrigske luftfartsmuseum.

## Kultur
Steiermark er et rigt kulturelt liv og har fostret flere kendte kendte komponister og musikere som Johann Joseph Fux, Nikolaus Harnoncourt, Robert Stolz og Karl Böhm. Graz er Steiermarks kulturelle centrum med operahus, et skuespilhus og flere koncertsale. I 2003 var Graz Europæisk Kulturby, og i den forbindelse opførtes Kunsthaus Graz, der nu er arkitektonisk vartegn for byen. Arkitekterne Peter Cook og Colin Fournier har skabt et hus, der med sin moderne og utraditionelle form (huset kaldes "Friendly Alien) klart skiller sig ud fra Graz' barokhuse og dermed sender et signal om, at her eksisterer kunsten i en brudt ramme. Museet kombinerer en helt række kunstarter indenfor arkitektur, design, medier, internetkunst, film, fotografi og kunst i alle dens udtryksformer under ét tag.
Siden 1998 har filmfestivalen Diagonale hvert år i marts uddelt en række filmpriser og iværksat en hel række kulturbegivenheder med relation til film. Festivalen finder sted i Graz, men begyndte oprindelig i 1993 i Salzburg som en udløber af Salzburger Festspiele.
steirischer herbst er en stor årlig kulturbegivenhed i hele Steiermark, der finder sted i omkring oktober måned. Festivalen betegner sig selv som avantgarde-festivalen med tradition. I mere end fyrre år har den sat fokus på nutidskunst og intergreret alle kunstarter, f.eks. kunst, musik, performance, dans, teater, litteratur, arkitektur, nye medier og teori.
Styriarte er årlig sommerfestival for klassisk og middelalder/renaissance-musik. Festivalen, der begyndte i 1985 har hvert år et gennemgående tema.
Steiermark har også indenfor den moderne musik skabt nogle af Østrigs største bands som f.eks S.T.S., Rising Girl, Shiver og Visions of Atlantis.
Indenfor filmverdenen er de kendteste steieriske skuespillere Arnold Schwarzenegger og Klaus Maria Brandauer.
I Stübing findes Österreichisches Freilichtmuseum, der er et frilandsmuseum på et 60 ha stort areal, hvor originale bygninger – primært bondegårde – er genopbygget begyndende fra det 17. århundrede. Museet er åbnet i 1970, og er etableret i en opstigende dal fra øst til vest, hvorved man symbolsk kan se gårde fra Burgenland til Bregenz.